# Lijst van militaire rangen van de Belgische strijdkrachten
Deze pagina geeft een overzicht van de militaire rangen (graden) bij de Belgische strijdkrachten.
- NB: Sinds 2 januari 2002 heeft het Belgische leger een eenheidsstructuur.
- NB2: In april 2021 zijn de nieuwe tactische graden uitgekomen, daarbij werden de graden Luitenant-generaal en Generaal van de Medische component geïntroduceerd.

## Officiersgraden van de Belgische strijdkrachten
Bij de officieren van de medische component zijn de vorm en kleur van de esculaap op de gekleurde graden afhankelijk van de specialisatie.
| NAVO              | Landcomponent                             | Landcomponent                             | Landcomponent                             | Medische component                        | Medische component                        | Medische component                        | Luchtcomponent                            | Luchtcomponent                            | Luchtcomponent                            | Marinecomponent                           | Marinecomponent                           | Marinecomponent                           |
| Opperofficieren   | Opperofficieren                           | Opperofficieren                           | Opperofficieren                           | Opperofficieren                           | Opperofficieren                           | Opperofficieren                           | Opperofficieren                           | Opperofficieren                           | Opperofficieren                           | Opperofficieren                           | Opperofficieren                           | Opperofficieren                           |
| ----------------- | ----------------------------------------- | ----------------------------------------- | ----------------------------------------- | ----------------------------------------- | ----------------------------------------- | ----------------------------------------- | ----------------------------------------- | ----------------------------------------- | ----------------------------------------- | ----------------------------------------- | ----------------------------------------- | ----------------------------------------- |
| OF-10             | België kent geen NAVO-functieschaal OF-10 | België kent geen NAVO-functieschaal OF-10 | België kent geen NAVO-functieschaal OF-10 | België kent geen NAVO-functieschaal OF-10 | België kent geen NAVO-functieschaal OF-10 | België kent geen NAVO-functieschaal OF-10 | België kent geen NAVO-functieschaal OF-10 | België kent geen NAVO-functieschaal OF-10 | België kent geen NAVO-functieschaal OF-10 | België kent geen NAVO-functieschaal OF-10 | België kent geen NAVO-functieschaal OF-10 | België kent geen NAVO-functieschaal OF-10 |
| OF-9              | Generaal (Generaal)                       |                                           |                                           | Generaal (Generaal)                       |                                           |                                           | Generaal (Generaal)                       |                                           |                                           | Admiraal (Admiraal)                       |                                           |                                           |
| OF-8              | Luitenant-generaal (Generaal)             |                                           |                                           | Luitenant-generaal (Generaal)             |                                           |                                           | Luitenant-generaal (Generaal)             |                                           |                                           | Viceadmiraal (Admiraal)                   |                                           |                                           |
| OF-7              | Generaal-Majoor (Generaal)                |                                           |                                           | Generaal-Majoor (Generaal)                |                                           |                                           | Generaal-Majoor (Generaal)                |                                           |                                           | Divisieadmiraal (Admiraal)                |                                           |                                           |
| OF-6              | Brigadegeneraal (Generaal)                |                                           |                                           | Brigadegeneraal (Generaal)                |                                           |                                           | Brigadegeneraal (Generaal)                |                                           |                                           | Flottieljeadmiraal (Admiraal)             |                                           |                                           |
| Hoofdofficieren   |                                           |                                           |                                           |                                           |                                           |                                           |                                           |                                           |                                           |                                           |                                           |                                           |
| OF-5              | Kolonel (Kolonel)                         |                                           |                                           | Kolonel (Kolonel)                         |                                           |                                           | Kolonel (Kolonel)                         |                                           |                                           | Kapitein-ter-zee (Commandant)             |                                           |                                           |
| OF-4              | Luitenant-Kolonel (Kolonel)               |                                           |                                           | Luitenant-Kolonel (Kolonel)               |                                           |                                           | Luitenant-Kolonel (Kolonel)               |                                           |                                           | Fregatkapitein (Commandant)               |                                           |                                           |
| OF-3              | Majoor (Majoor)                           |                                           |                                           | Majoor (Majoor)                           |                                           |                                           | Majoor (Majoor)                           |                                           |                                           | Korvetkapitein (Commandant)               |                                           |                                           |
| Lagere Officieren |                                           |                                           |                                           |                                           |                                           |                                           |                                           |                                           |                                           |                                           |                                           |                                           |
| OF-3              | Kapitein-commandant (Commandant)          |                                           |                                           | Kapitein-commandant (Commandant)          |                                           |                                           | Kapitein-commandant (Commandant)          |                                           |                                           | Luitenant-ter-zee 1e klasse (Commandant)  |                                           |                                           |
| OF-2              | Kapitein (Kapitein)                       |                                           |                                           | Kapitein (Kapitein)                       |                                           |                                           | Kapitein (Kapitein)                       |                                           |                                           | Luitenant-ter-zee (Kapitein)              |                                           |                                           |
| OF-1              | Luitenant (Luitenant)                     |                                           |                                           | Luitenant (Luitenant)                     |                                           |                                           | Luitenant (Luitenant)                     |                                           |                                           | Vaandrig-ter-zee (Luitenant)              |                                           |                                           |
| OF-1              | Onderluitenant (Luitenant)                |                                           |                                           | Onderluitenant (Luitenant)                |                                           |                                           | Onderluitenant (Luitenant)                |                                           |                                           | Vaandrig-ter-zee 2e klasse (Luitenant)    |                                           |                                           |

## Onderofficiersgraden van de Belgische strijdkrachten
| NAVO                   | Landcomponent                     | Landcomponent        | Landcomponent        | Medische component                | Medische component   | Medische component   | Luchtcomponent                    | Luchtcomponent       | Luchtcomponent       | Marinecomponent          | Marinecomponent      | Marinecomponent      |
| Hoofdonderofficieren   | Hoofdonderofficieren              | Hoofdonderofficieren | Hoofdonderofficieren | Hoofdonderofficieren              | Hoofdonderofficieren | Hoofdonderofficieren | Hoofdonderofficieren              | Hoofdonderofficieren | Hoofdonderofficieren | Hoofdonderofficieren     | Hoofdonderofficieren | Hoofdonderofficieren |
| ---------------------- | --------------------------------- | -------------------- | -------------------- | --------------------------------- | -------------------- | -------------------- | --------------------------------- | -------------------- | -------------------- | ------------------------ | -------------------- | -------------------- |
| OR-9                   | Adjudant-Majoor (Adjudant-Majoor) |                      |                      | Adjudant-Majoor (Adjudant-Majoor) |                      |                      | Adjudant-Majoor (Adjudant-Majoor) |                      |                      | Oppermeester-Chef (Chef) |                      |                      |
| OR-9                   | Adjudant-Chef (Adjudant-Chef)     |                      |                      | Adjudant-Chef (Adjudant-Chef)     |                      |                      | Adjudant-Chef (Adjudant-Chef)     |                      |                      | Oppermeester (Chef)      |                      |                      |
| Keuronderofficieren    |                                   |                      |                      |                                   |                      |                      |                                   |                      |                      |                          |                      |                      |
| OR-8                   | Adjudant (Adjudant)               |                      |                      | Adjudant (Adjudant)               |                      |                      | Adjudant (Adjudant)               |                      |                      | 1e Meester-Chef (Chef)   |                      |                      |
| OR-7                   | 1e Sergeant-Majoor (Chef)         |                      |                      | 1e Sergeant-Majoor (Chef)         |                      |                      | 1e Sergeant-Majoor (Chef)         |                      |                      | 1e Meester (Chef)        |                      |                      |
| Lagere Onderofficieren |                                   |                      |                      |                                   |                      |                      |                                   |                      |                      |                          |                      |                      |
| OR-6                   | 1e Sergeant-Chef (Chef)           |                      |                      | 1e Sergeant-Chef (Chef)           |                      |                      | 1e Sergeant-Chef (Chef)           |                      |                      | Meester-Chef (Chef)      |                      |                      |
| OR-6                   | 1e Sergeant (Chef)                |                      |                      | 1e Sergeant (Chef)                |                      |                      | 1e Sergeant (Chef)                |                      |                      | Meester (Chef)           |                      |                      |
| OR-5                   | Sergeant (Sergeant)               |                      |                      | Sergeant (Sergeant)               |                      |                      | Sergeant (Sergeant)               |                      |                      | 2e Meester (Chef)        |                      |                      |

## Vrijwilligersgraden van de Belgische strijdkrachten
In maart 2022 werden de grijze hoeken, strepen en lussen op sommige graden van de vrijwilligers vervangen door witte exemplaren; dit vanwege problemen ivm. de zicht- en herkenbaarheid van de betreffende graden.
| NAVO              | Landcomponent                         | Landcomponent     | Landcomponent     | Medische component                    | Medische component | Medische component | Luchtcomponent                        | Luchtcomponent    | Luchtcomponent    | Marinecomponent                                   | Marinecomponent   | Marinecomponent   |
| Keurvrijwilligers | Keurvrijwilligers                     | Keurvrijwilligers | Keurvrijwilligers | Keurvrijwilligers                     | Keurvrijwilligers  | Keurvrijwilligers  | Keurvrijwilligers                     | Keurvrijwilligers | Keurvrijwilligers | Keurvrijwilligers                                 | Keurvrijwilligers | Keurvrijwilligers |
| ----------------- | ------------------------------------- | ----------------- | ----------------- | ------------------------------------- | ------------------ | ------------------ | ------------------------------------- | ----------------- | ----------------- | ------------------------------------------------- | ----------------- | ----------------- |
| OR-4              | 1e Korporaal-Chef (1e Korporaal-Chef) |                   |                   | 1e Korporaal-Chef (1e Korporaal-Chef) |                    |                    | 1e Korporaal-Chef (1e Korporaal-Chef) |                   |                   | 1e Kwartiermeester-Chef (1e Kwartiermeester-Chef) |                   |                   |
| OR-4              | Korporaal-Chef (Korporaal-Chef)       |                   |                   | Korporaal-Chef (Korporaal-Chef)       |                    |                    | Korporaal-Chef (Korporaal-Chef)       |                   |                   | Kwartiermeester-Chef (Kwartiermeester-Chef)       |                   |                   |
| Vrijwilligers     |                                       |                   |                   |                                       |                    |                    |                                       |                   |                   |                                                   |                   |                   |
| OR-3              | Korporaal (Korporaal)                 |                   |                   | Korporaal (Korporaal)                 |                    |                    | Korporaal (Korporaal)                 |                   |                   | Kwartiermeester (Kwartiermeester)                 |                   |                   |
| OR-2              | 1e Soldaat (1e Soldaat)               |                   |                   | 1e Soldaat (1e Soldaat)               |                    |                    | 1e Soldaat (1e Soldaat)               |                   |                   | 1e Matroos (1e Matroos)                           |                   |                   |
| OR-1              | Soldaat (Soldaat)                     |                   |                   | Soldaat (Soldaat)                     |                    |                    | Soldaat (Soldaat)                     |                   |                   | Matroos (Matroos)                                 |                   |                   |

## Functie- en speciale graden
| Korpskorporaal | Korpskorporaal | Eenheidsadjudant (CSM) | Eenheidsadjudant (CSM) | Korpsadjudant (RSM) | Korpsadjudant (RSM) | Defensieadjudant |
| -------------- | -------------- | ---------------------- | ---------------------- | ------------------- | ------------------- | ---------------- |
|                |                |                        |                        |                     |                     |                  |

## Graden aan de KMS (Koninklijke Militaire School)
'KBO' staat voor Kandidaat BeroepsOfficier.
In het eerste jaar zijn er 2 bevorderingen:
- Tot Korporaal / Kwartiermeester KBO na het voltooien van de MIF (Militaire InitiatieFase).
- Tot Sergeant / 2e Meester KBO na het Winter 1 (het eerste winterkamp).

| Jaar                                | Landcomponent                          | Landcomponent                     | Landcomponent                     | Medische component                     | Medische component                | Medische component                | Luchtcomponent                         | Luchtcomponent                    | Luchtcomponent                    | Marinecomponent                                    | Marinecomponent                   | Marinecomponent                   |
| Officier-Leerlingen (Masterjaren)   | Officier-Leerlingen (Masterjaren)      | Officier-Leerlingen (Masterjaren) | Officier-Leerlingen (Masterjaren) | Officier-Leerlingen (Masterjaren)      | Officier-Leerlingen (Masterjaren) | Officier-Leerlingen (Masterjaren) | Officier-Leerlingen (Masterjaren)      | Officier-Leerlingen (Masterjaren) | Officier-Leerlingen (Masterjaren) | Officier-Leerlingen (Masterjaren)                  | Officier-Leerlingen (Masterjaren) | Officier-Leerlingen (Masterjaren) |
| ----------------------------------- | -------------------------------------- | --------------------------------- | --------------------------------- | -------------------------------------- | --------------------------------- | --------------------------------- | -------------------------------------- | --------------------------------- | --------------------------------- | -------------------------------------------------- | --------------------------------- | --------------------------------- |
| 4 (/ 5)                             | Onderluitenant KBO (Officier-Leerling) |                                   |                                   | Onderluitenant KBO (Officier-Leerling) |                                   |                                   | Onderluitenant KBO (Officier-Leerling) |                                   |                                   | Vaandrig-ter-zee 2e klasse KBO (Officier-Leerling) |                                   |                                   |
| Leerling-Officieren (Bachelorjaren) |                                        |                                   |                                   |                                        |                                   |                                   |                                        |                                   |                                   |                                                    |                                   |                                   |
| 2 / 3                               | Adjudant KBO (Leerling-Officier)       |                                   |                                   | Adjudant KBO (Leerling-Officier)       |                                   |                                   | Adjudant KBO (Leerling-Officier)       |                                   |                                   | 1e Meester-Chef KBO (Leerling-Officier)            |                                   |                                   |
| 1                                   | Soldaat KBO (Leerling-Officier)        |                                   |                                   | Soldaat KBO (Leerling-Officier)        |                                   |                                   | Soldaat KBO (Leerling-Officier)        |                                   |                                   | Matroos KBO (Leerling-Officier)                    |                                   |                                   |